# دروش خیل
دروش خیل (به انگلیسی: Durushkhela) یک منطقهٔ مسکونی در پاکستان است که در خیبر پختونخوا واقع شده‌است.